# Baby Shark
«Baby Shark» (рус. Акулёнок) — детская танцевальная песня о семействе акул. Видеоклип в исполнении корейского проекта Pinkfong, вышедший в 2016 году, стал популярным вирусным видео. Осенью 2018 года сингл 11 недель был на первом месте хит-парада Kid Digital Song Sales. В ноябре 2020 года версия Pinkfong стала самым просматриваемым видео на YouTube за всё время. 13 января 2022 года количество просмотров перевалило за 10 млрд. По состоянию на июль 2025 года видео насчитывает более 16 млрд просмотров.

## История

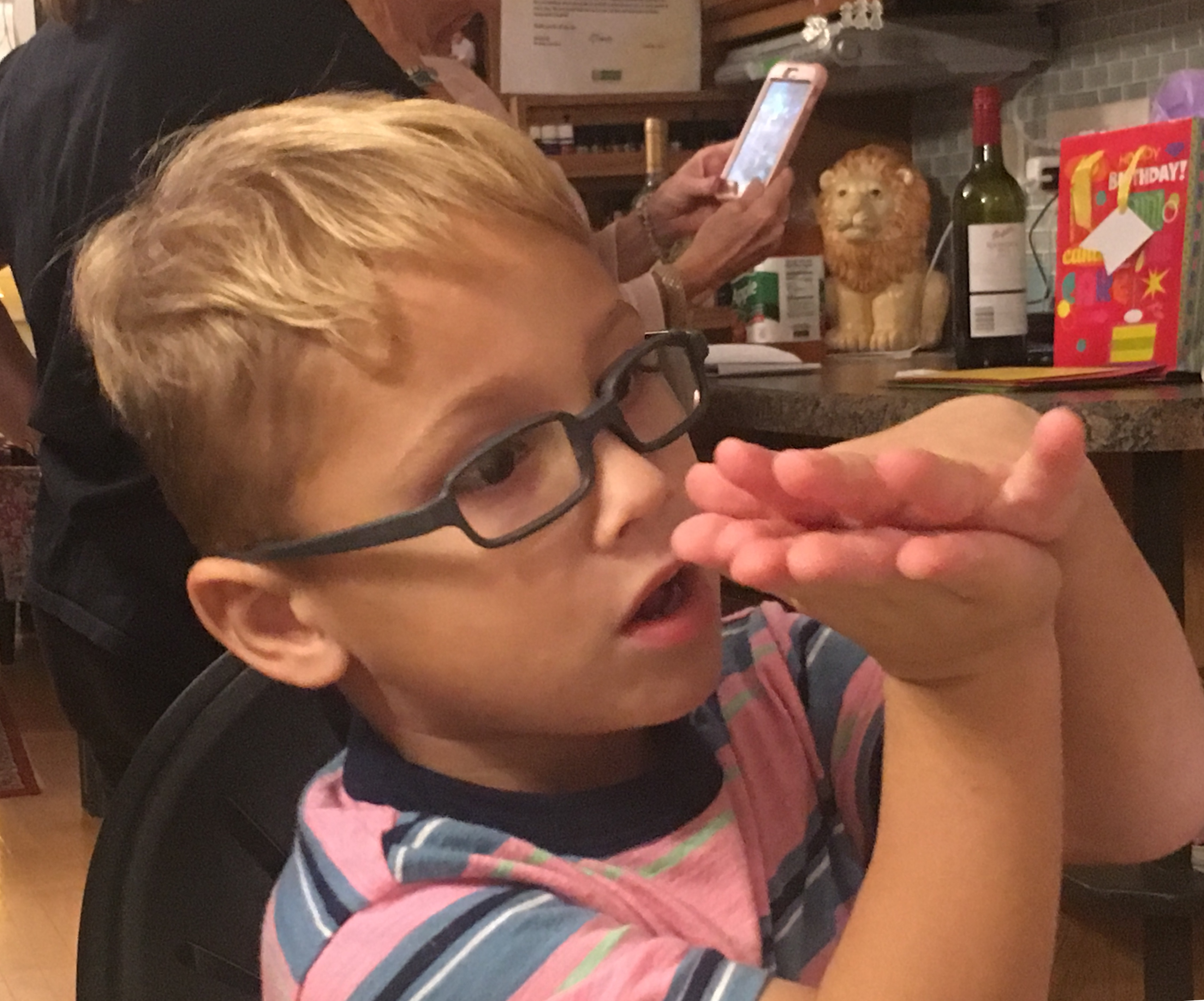
Четырехлетний ребёнок изображает «акулий танец»

«Baby Shark» начиналась как детская песня у костра, где каждый член семьи акул представлен различными движениями рук. В разных версиях песни акулы охотятся на рыбу, едят моряка или убивают людей, которые затем попадают на небеса.

### Немецкая версия
Танцевальная версия «Baby Shark» была впервые популяризирована онлайн с помощью видео на канале YouTube в 2007 году под названием «Kleiner Hai», опубликованном Александрой Мюллер (Alexandra Müller), которая также известна под сценическим псевдонимом alemuel. Эта версия связана с темой саундтрека Jaws (музыкой из фильма Челюсти) и рассказывает историю маленькой акулы, которая растёт и ест пловца. Видео вскоре приобрело популярность и руководимый alemuel лейбл EMI Müller опубликовал песню в сопровождении ритмов дискотеки 30 мая 2008 года. Сингл достиг максимума на 25 месте немецкого хит-парада и на 21 месте австрийского чарта.
На основе сингла и оригинального исходного видео сообщество YouTube создало популярное музыкальное видео, которое является типичным примером краудсорсинга. Немецкая версия песни остаётся популярной среди немецких молодёжных групп и в нескольких вариациях (также на разных диалектах немецкого языка) была опубликованы с тех пор, как они впервые приобрели популярность в 2007 году.

### Версия Pinkfong
Песня «Baby Shark» была популяризирована видео, выпущенным Pinkfong, образовательным брендом от южно-корейского медиа-стартапа SmartStudy, под названием «Baby Shark» (кор.  상어 가족 ,  Sang-eo Gajok ), выпущенная 25 ноября 2015 года и получившая более 2 миллиардов просмотров. Эта версия песни начинается с тактов из Симфонии № 9 чешского композитора Антонина Дворжака, которые напоминают музыку из фильма Челюсти. В песне рассказывается о семействе акул, которые охотятся на стаю рыб, спасающихся бегством.
Клип «Baby Shark» стал вирусным видео в Индонезии в 2017 году, и в течение года он распространился на многие другие азиатские страны, особенно в Юго-Восточной Азии. Мобильное приложение вошло в десятку самых загружаемых в категории семейных приложений (family apps) в таких странах как Южная Корея, Бангладеш, Сингапур, Гонконг и Индонезия в 2017 году, танцевальная версия песни «Baby Shark» появилась 17 июня 2016 года и получила более 2 млрд просмотров во всём мире, став 26-м самым просматриваемым видеоклипом на канале YouTube. 2 ноября 2020 года версия Pinkfong стала самым просматриваемым видео на YouTube с почти 7,4 млрд просмотров.
Из-за своей популярности, он стимулировал повальное увлечение танцами онлайн (или называемое Challenge Baby Shark) по всему миру, в то же время цитируясь как «следующая большая вещь после господства Gangnam Style». K-pop группы, включая Girls' Generation, Twice, Red Velvet и Black Pink стали продвигать эту вирусную песню способствуя ещё большему её распространению через кавер-версии песни и танцы, в частности на их телешоу и концертах. Песня начала распространяться в Европе и Америке в августе 2018 года. В сентябре 2018, Эллен ДеДженерес показала свою собственную версию на «Шоу Эллен Дедженерес», а Джеймс Корден представил свою версию на шоу «The Late Late Show with James Corden». Песня была исполнена в программе The X Factor в начале декабря 2018 года, потому что об этом попросил Эрик Коуэлл — четырёхлетний сын главного члена жюри и продюсера Саймона Коуэлла.
В то время как английская версия только перечисляла членов семьи акул, корейская версия говорит, что мама Акула «симпатичная», папа Акула «сильный», бабушка Акула «добрая», а дедушка Акула «крутой». В январе 2018 года южнокорейская газета Kyunghyang Shinmun опубликовала передовую статью, осуждающую эти тексты как сексистские. В мае 2018 года оппозиционная партия Свободная Корея (Liberty Korea Party) начала использовать «Baby Shark» для продвижения своих кандидатов, побудив SmartStudy угрожать судебным иском за нарушение авторских прав.
Текст другой интернет-песни «Johny Johny Yes Papa» был смешан с «Baby Shark».
В связи с изменением 2012 года, когда в музыкальных чартах Billboard Hot 100 стали учитывать и онлайн-просмотры музыкальных видеоклипов на YouTube, сингл «Baby Shark» сразу ворвался в Billboard Top 100 на 32-ю позицию в неделю, начавшуюся 7 января 2019 года (официальный чарт за 12 января). В США песня сначала дебютировала в июне 2018 года в цифровом детском хит-параде Kid Digital Song Sales, а в ноябре появилась в стриминговом чарте Streaming Songs. Начиная с сентября 2018 года сингл 11 недель был на первом месте хит-парада Kid Digital Song Sales.
На русском языке песня и клип существуют в исполнении видео-канала «Kote TV» под названием «Акулёнок»: «Акулёнок я, ту-ру-ру-ру».

## Чарты

### Еженедельные чарты
| Чарт (2018—2022)                                | Высшая позиция |
| ----------------------------------------------- | -------------- |
| Австралия (Streaming Audio Visual Tracks, ARIA) | 40             |
| Канада (Canadian Hot 100)                       | 39             |
| Мир (Global 200, Billboard)                     | 38             |
| Ирландия (IRMA)                                 | 22             |
| Новая Зеландия (New Zealand Hot Singles, RMNZ)  | 39             |
| Шотландия (OCC Scotland)                        | 12             |
| Швеция (Heatseeker, Sverigetopplistan)          | 9              |
| Великобритания (OCC UK Singles)                 | 6              |
| США (Billboard Hot 100)                         | 32             |
| США (Kid Digital Songs, Billboard)              | 1              |
| США (LyricFind Global, Billboard)               | 1              |
| США (Streaming Songs)                           | 16             |
| США (Youtube Songs)                             | 10             |

## Годовые итоговые чарты
| Чарт (2019)                          | Позиция |
| ------------------------------------ | ------- |
| Canada (Canadian Hot 100)            | 85      |
| UK Singles (Official Charts Company) | 48      |
| US Billboard Hot 100                 | 75      |

## Сертификации
| Регион                                                                      | Сертификация   | Продажи    |
| --------------------------------------------------------------------------- | -------------- | ---------- |
| Дания (IFPI Danmark)                                                        | Золотой        | 45 000     |
| Франция (SNEP)                                                              | Золотой        | 100 000    |
| Италия (FIMI)                                                               | 2× Платиновый  | 200 000    |
| Польша (ZPAV)                                                               | 2× Платиновый  | 100 000    |
| Испания (PROMUSICAE)                                                        | Платиновый     | 60 000     |
| Великобритания (BPI)                                                        | 4× Платиновый  | 2 400 000  |
| США (RIAA)                                                                  | 11× Платиновый | 11 000 000 |
| Данные о продажах + прослушиваниях приведены только на основе сертификации. |                |            |